# 220 État 2701 à 2706

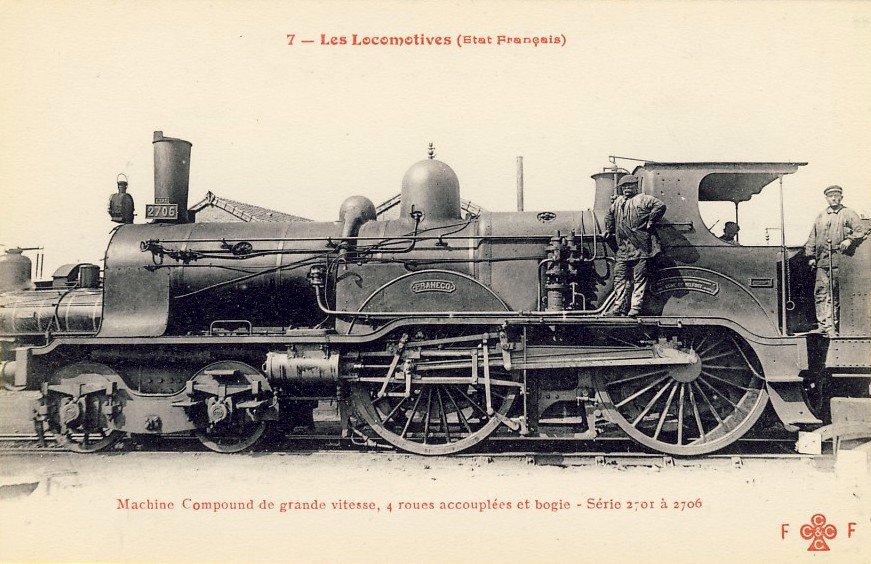
La 220 n° 2 706 de l'État.

Les 220 État 2 701 à 2 706, sont des locomotives à vapeur de type 220, correspondant à une disposition d’essieux American (220) de l'Administration des chemins de fer de l'État.